# Mitrasacme foliosa
Mitrasacme foliosa är en tvåhjärtbladig växtart som beskrevs av Charles Austin Gardner. Mitrasacme foliosa ingår i släktet Mitrasacme och familjen Loganiaceae. Inga underarter finns listade i Catalogue of Life.